# Liste der Kulturdenkmale in Großbreitenbach
Die Liste der Kulturdenkmale in Großbreitenbach enthält die Kulturdenkmale auf dem Gebiet der Stadt Großbreitenbach im thüringischen Ilm-Kreis und ihrer Ortsteile (Stand: September 2020). Die folgenden Angaben ersetzen nicht die rechtsverbindliche Auskunft der Denkmalschutzbehörde.

## Legende
- Bild: zeigt ein Bild des Kulturdenkmals und gegebenenfalls einen Link zu weiteren Fotos des Kulturdenkmals im Medienarchiv Wikimedia Commons
- Bezeichnung: Name, Bezeichnung oder die Art des Kulturdenkmals
- Lage: Wenn vorhanden Straßenname und Hausnummer des Kulturdenkmals; Grundsortierung der Liste erfolgt nach dieser Adresse. Der Link Karte führt zu verschiedenen Kartendarstellungen und nennt die Koordinaten des Kulturdenkmals.
 Kartenansicht, um Koordinaten zu setzen – in dieser Kartenansicht sind Kulturdenkmale ohne Koordinaten mit einem roten bzw. orangen Marker dargestellt und können in der Karte gesetzt werden. Kulturdenkmale ohne Bild sind mit einem blauen bzw. roten Marker gekennzeichnet, Kulturdenkmale mit Bild mit einem grünen bzw. orangen Marker.
- Datierung: gibt das Jahr der Fertigstellung beziehungsweise das Datum der Erstnennung oder den Zeitraum der Errichtung an
- Beschreibung: bauliche und geschichtliche Einzelheiten des Kulturdenkmals, vorzugsweise die Denkmaleigenschaften
- ID: Die ID identifiziert das Kulturdenkmal eindeutig. In Thüringen sind aktuell keine IDs veröffentlicht. In der ID-Spalte kann sich auch folgendes Icon  befinden, dies führt zu Angaben zu diesem Kulturdenkmal bei Wikidata.

## Kulturdenkmale nach Ortsteilen

### Altenfeld
| Bild                                    | Bezeichnung               | Lage                      | Datierung | Beschreibung | ID |
| --------------------------------------- | ------------------------- | ------------------------- | --------- | ------------ | -- |
| weitere Bilder Fotos hochladen          | Kirche & Innenausstattung | Altenfeld (Karte)         |           |              |    |
| Direkt Bild zu diesem Denkmal hochladen | Wohnhaus                  | Altenfeld, Grundstraße 48 |           |              |    |
| Direkt Bild zu diesem Denkmal hochladen | Wohnhaus & Scheune        | Altenfeld, Markt 6        |           |              |    |

### Böhlen
| Bild                                    | Bezeichnung               | Lage                                  | Datierung | Beschreibung | ID |
| --------------------------------------- | ------------------------- | ------------------------------------- | --------- | ------------ | -- |
| Direkt Bild zu diesem Denkmal hochladen | Goldseifentagebau         | Böhlen, im Gebiet Böhlen/Wildenspring |           |              |    |
| Direkt Bild zu diesem Denkmal hochladen | Erbbegräbnis Holleben     | Böhlen, Kirchhof                      |           |              |    |
| weitere Bilder Fotos hochladen          | Kirche & Innenausstattung | Böhlen (Karte)                        |           |              |    |
| Direkt Bild zu diesem Denkmal hochladen | Wohnhaus                  | Böhlen, Ortsstraße 113                |           |              |    |
| Direkt Bild zu diesem Denkmal hochladen | Wohnhaus                  | Böhlen, Ortsstraße 121                |           |              |    |
| Direkt Bild zu diesem Denkmal hochladen | Häusergruppe              | Böhlen, Ortsstraße 127, 128, 129      |           | gestrichen   |    |
| Direkt Bild zu diesem Denkmal hochladen | Saalbau                   | Böhlen, Wallbrücke 1                  |           |              |    |

### Friedersdorf
| Bild                                    | Bezeichnung  | Lage                                | Datierung | Beschreibung | ID |
| --------------------------------------- | ------------ | ----------------------------------- | --------- | ------------ | -- |
| BW                                      | Wohnhaus     | Friedersdorf, Ortsstraße 56 (Karte) |           |              |    |
| Direkt Bild zu diesem Denkmal hochladen | Schulgebäude | Friedersdorf, Wiesenweg 6           |           |              |    |

### Gillersdorf
| Bild                                    | Bezeichnung               | Lage                     | Datierung | Beschreibung | ID |
| --------------------------------------- | ------------------------- | ------------------------ | --------- | ------------ | -- |
| weitere Bilder Fotos hochladen          | Kirche & Innenausstattung | Gillersdorf (Karte)      |           |              |    |
| Direkt Bild zu diesem Denkmal hochladen | Gemeindeglockenturm       | Gillersdorf, Langer Berg |           |              |    |

### Großbreitenbach
| Bild                                    | Bezeichnung                                | Lage                                               | Datierung | Beschreibung | ID |
| --------------------------------------- | ------------------------------------------ | -------------------------------------------------- | --------- | ------------ | -- |
| Direkt Bild zu diesem Denkmal hochladen | OdF-Gedenkstätte                           | Großbreitenbach                                    |           |              |    |
| weitere Bilder Fotos hochladen          | Kirche Sankt Trinitatis & Innenausstattung | Großbreitenbach (Karte)                            |           |              |    |
| Fotos hochladen                         | Sparkassengebäude                          | Großbreitenbach, Am Bahnhof 5 (Karte)              |           |              |    |
| Fotos hochladen                         | ehemaliges Hotel Göhring                   | Großbreitenbach, Am Bahnhof 17 (Karte)             |           |              |    |
| weitere Bilder Fotos hochladen          | Wohnhaus Griebelsmühle                     | Großbreitenbach, Böhlener Tal 1 (Karte)            |           |              |    |
| Fotos hochladen                         | Wohn- und Geschäftshaus                    | Großbreitenbach, Hauptstraße 92 (Karte)            |           |              |    |
| Fotos hochladen                         | Pfarrhaus                                  | Großbreitenbach, Hauptstraße 107 (Karte)           |           |              |    |
| Fotos hochladen                         | Wohnhaus                                   | Großbreitenbach, Hauptstraße 114 (Karte)           |           |              |    |
| Fotos hochladen                         | Haustür                                    | Großbreitenbach, Hauptstraße 115 (Karte)           |           |              |    |
| Fotos hochladen                         | Lokomobile & Schaltschrank                 | Großbreitenbach, Ilmenauer Straße 1 (Karte)        |           |              |    |
| Fotos hochladen                         | Wohnhaus                                   | Großbreitenbach, Ilmenauer Straße 2 (Karte)        |           |              |    |
| Fotos hochladen                         | Wohnhaus                                   | Großbreitenbach, Ilmenauer Straße 3 (Karte)        |           |              |    |
| Fotos hochladen                         | Wohnhaus                                   | Großbreitenbach, Ilmenauer Straße 4 (Karte)        |           |              |    |
| Fotos hochladen                         | Wohnhaus                                   | Großbreitenbach, Ilmenauer Straße 8 (Karte)        |           |              |    |
| weitere Bilder Fotos hochladen          | Feierhalle & Wohnhaus                      | Großbreitenbach, Kesselbergstraße 2 (Karte)        |           |              |    |
| weitere Bilder Fotos hochladen          | Fürstenbrunnen                             | Großbreitenbach, Markt (Karte)                     |           |              |    |
| weitere Bilder Fotos hochladen          | Herrenhaus                                 | Großbreitenbach, Markt 2 (Karte)                   |           | gestrichen   |    |
| weitere Bilder Fotos hochladen          | Rathaus                                    | Großbreitenbach, Markt 11 (Karte)                  |           |              |    |
| Fotos hochladen                         | Gehöft                                     | Großbreitenbach, Myliusstraße 4 (Karte)            |           |              |    |
| Fotos hochladen                         | Gehöft                                     | Großbreitenbach, Myliusstraße 6 (Karte)            |           |              |    |
| Fotos hochladen                         | Wohnhaus                                   | Großbreitenbach, Myliusstraße 14 (Karte)           |           |              |    |
| Fotos hochladen                         | Wohnhaus                                   | Großbreitenbach, Myliusstraße 19 (Karte)           |           |              |    |
| Fotos hochladen                         | Gasthaus                                   | Großbreitenbach, Neuhäuser Straße 2 (Karte)        |           |              |    |
| weitere Bilder Fotos hochladen          | Remise                                     | Großbreitenbach, Poststraße (Karte)                |           |              |    |
| Fotos hochladen                         | Wohnhaus                                   | Großbreitenbach, Schulstraße 4 (Karte)             |           |              |    |
| weitere Bilder Fotos hochladen          | Gemeinschaftsschule                        | Großbreitenbach, Schulstraße 6 (Karte)             |           |              |    |
| weitere Bilder Fotos hochladen          | Scheune                                    | Großbreitenbach, Hauptstraße 6 / Südstraße (Karte) |           |              |    |
| Fotos hochladen                         | Elektrizitätswerk                          | Großbreitenbach, Südstraße 14 (Karte)              |           |              |    |
| Fotos hochladen                         | Wohnhaus                                   | Großbreitenbach, Turmstraße 7 (Karte)              |           |              |    |
| weitere Bilder Fotos hochladen          | Kirchturm                                  | Großbreitenbach, Turmstraße 18 (Karte)             |           |              |    |
| Fotos hochladen                         | Wohnhaus                                   | Großbreitenbach, Turmstraße 19 (Karte)             |           |              |    |
| Fotos hochladen                         | Wohnhaus & Scheune                         | Großbreitenbach, Wallbrücke 1 (Karte)              |           |              |    |

### Herschdorf
| Bild                           | Bezeichnung               | Lage                                    | Datierung | Beschreibung | ID |
| ------------------------------ | ------------------------- | --------------------------------------- | --------- | ------------ | -- |
| weitere Bilder Fotos hochladen | Kirche & Innenausstattung | Herschdorf (Karte)                      |           |              |    |
| weitere Bilder Fotos hochladen | Carl-Günther-Denkmal      | Herschdorf, auf dem Langen Berg (Karte) |           |              |    |

### Neustadt am Rennsteig
| Bild                                    | Bezeichnung               | Lage | Datierung | Beschreibung | ID |
| --------------------------------------- | ------------------------- | --- | --------- | ------------ | -- |
| Direkt Bild zu diesem Denkmal hochladen | Grenzstein Dreiherrnstein | Neustadt am Rennsteig, am alten Rennweg                                                                 |           |              |    |
| Direkt Bild zu diesem Denkmal hochladen | Thüringer Rennsteig       | Neustadt am Rennsteig, Pläncknersche Rennsteig                                                          |           |              |    |
| Direkt Bild zu diesem Denkmal hochladen | Steinkreuz                | Neustadt am Rennsteig, Südl. des Ortes, an der Straße Neustadt-Kahlert, ca. 300 m hinter dem Ortsschild |           | Bodendenkmal |    |

### Wildenspring
| Bild                                    | Bezeichnung      | Lage                       | Datierung | Beschreibung | ID |
| --------------------------------------- | ---------------- | -------------------------- | --------- | ------------ | -- |
| Direkt Bild zu diesem Denkmal hochladen | Dorfbrunnen      | Wildenspring               |           |              |    |
| Fotos hochladen                         | Waldgut Holleben | Wildenspring, Ortsstraße 1 |           |              |    |

### Willmersdorf
| Bild                           | Bezeichnung | Lage                                              | Datierung | Beschreibung | ID |
| ------------------------------ | ----------- | ------------------------------------------------- | --------- | ------------ | -- |
| weitere Bilder Fotos hochladen | Dorfkirche  | Willmersdorf, auf dem Friedhof am Ostende (Karte) |           |              |    |

## Denkmalensemble

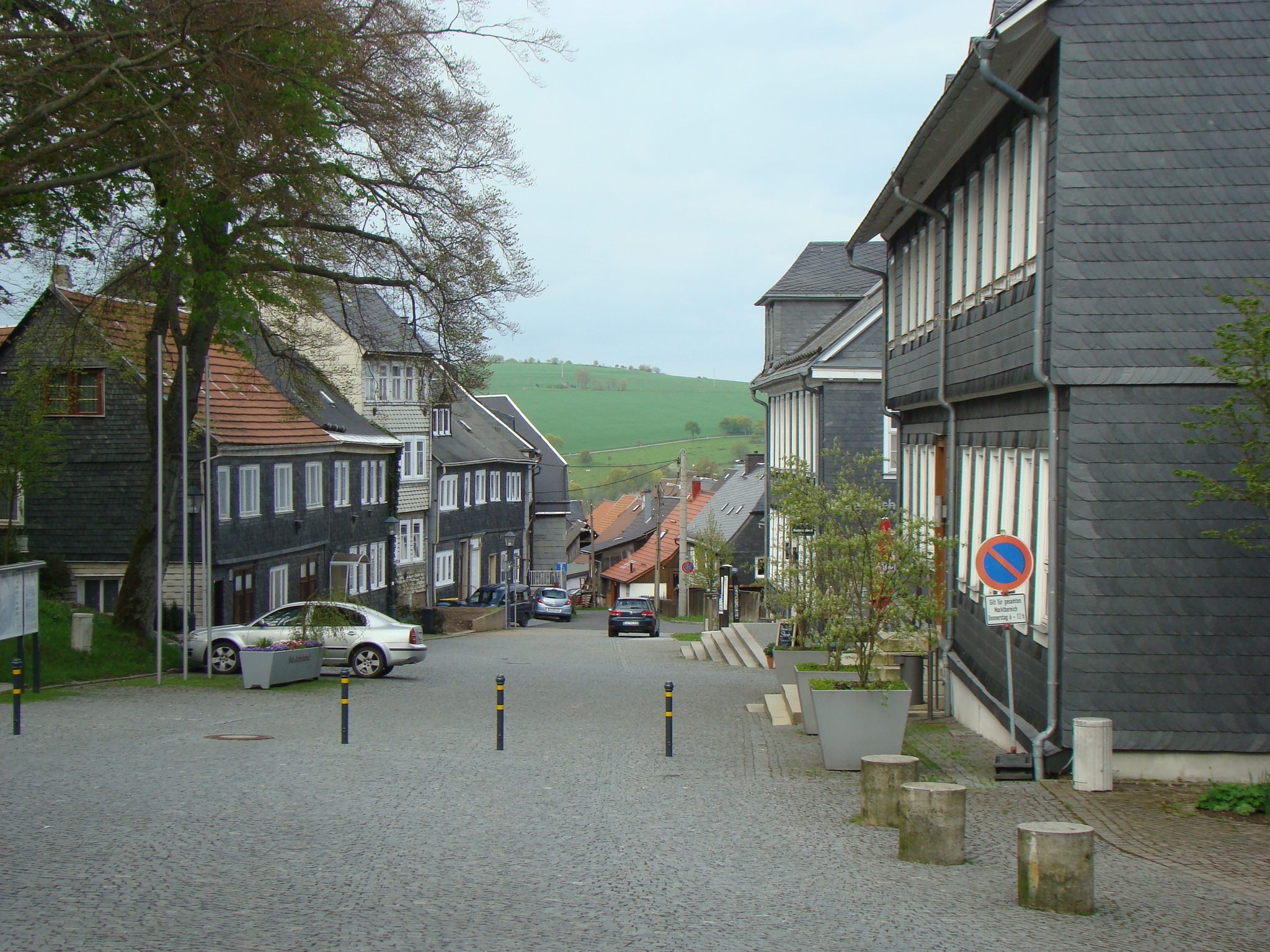
Ortskern Großbreitenbach

- Ortskern Großbreitenbach
  - Böhlener Straße
  - Burgstraße
  - Hauptstraße
  - Markt
  - Myliusstraße
  - Poststraße
  - Zwiebelmarkt
  - Turmstraße